# Pterotyphis
Pterotyphis is een geslacht van weekdieren uit de klasse van de Gastropoda (slakken).

## Soorten
- Pterotyphis fimbriatus (A. Adams, 1854)
- Pterotyphis pinnatus (Broderip, 1833)
- Pterotyphis ryalli Houart, 1996